# Tricostularia pauciflora
Tricostularia pauciflora är en halvgräsart som först beskrevs av Robert Brown, och fick sitt nu gällande namn av George Bentham. Tricostularia pauciflora ingår i släktet Tricostularia och familjen halvgräs. Inga underarter finns listade i Catalogue of Life.